# مروان دباح
مروان دباح هو باحث وأستاذ ورائد أعمال جزائري في مجال التقانة. يشغل مناصب قيادية في تقانة المعلومات والاتصالات. يعمل أستاذًا في جامعة خليفة في أبو ظبي بالإمارات العربية المتحدة، وهو المدير المؤسس لمركز أبحاث الجيل السادس بجامعة خليفة. تركزت أبحاثه على الربط بين الرياضيات الأساسية والخوارزميات والإحصاء وعلوم المعلومات والاتصالات. مع التركيز بشكل خاص على نظرية المصفوفة العشوائية وخوارزميات التعلم. وفي مجال الاتصالات، كان في قلب تطوير تقنيات الخلايا الصغيرة [الإنجليزية] (الجيل الرابع) ومتعددة المدخلات ومتعددة المخرجات [الإنجليزية] (MIMO (الجيل الخامس) والأسطح الذكية الكبيرة (الجيل السادس). وفي مجال الذكاء الاصطناعي، يُعرف بعمله على نماذج اللغة الكبيرة، وأنظمة الذكاء الاصطناعي الموزعة للشبكات والاتصالات الدلالية. حصل على أكثر من 40 جائزة لأفضل ورقة بحثية من معهد مهندسي الكهرباء والإلكترونيات (IEEE) تقديرًا لإسهاماته الرائدة. صنّفه موقع research.com كأفضل عالم في فرنسا في مجال الإلكترونيات والهندسة الكهربائية، ما يعكس تأثيره الواسع في المجالين الأكاديمي والتطبيقي.

## النشأة
تلقى مروان دباح دارسته الثانوية في ثانوية الشيخ بو عمامة  في الجزائر. بعد إنهاء دروسه التحضيرية في مدرسة هنري الرابع في باريس بفرنسا، التحق بمدرسة الأساتذة العليا باريس-ساكلي في عام 1996 وحصل على درجة الدكتوراه في عام 2002. ركزت أطروحته للدكتوراه على إطار رياضي يسمى نظرية الاحتمالات الحرة [الإنجليزية] (خط بحث يوازي جوانب الاحتمالات الكلاسيكية في سياق غير تبديلي) لتصميم الشبكات.

## العمل
بدأ مروان دباح مسيرته المهنية في مختبرات موتورولا في ساكلي في عام 1999. وفي عام 2002، انضم باحثًا أولًا إلى مركز أبحاث الاتصالات في فيينا في النمسا. ركز عمله على نظرية المعلومات وتطوير النماذج باستخدام مبادئ الحد الأقصى للإنتروبيا.
من عام 2003 إلى عام 2007، كان أستاذاً مساعداً في أوروكوم في صوفيا أنتيبوليس. تركز عمله بشكل أساسي على الأسس الرياضية للشبكات مع تطوير أساليب نظرية المصفوفة العشوائية وطرق نظرية اللعبة لمعالجة الإشارات والشبكات.
في عام 2007، عُين أستاذاً كاملاً في سنترال سوبيليك في سن 31 عامًا. وفي الوقت نفسه، أسس وكان مديرًا لكرسي ألكاتيل-لوسنت للراديو المرن. كان هذا أول كرسي صناعي في مجال الاتصالات في فرنسا مع وجود علاقات وثيقة بين سنترال سوبيليك ومختبرات بل. بحلول عام 2017، احتل قسم الاتصالات في سنترال سوبيليك المرتبة الأولى في فرنسا والمرتبة الثانية في أوروبا. خلال تلك الفترة، منحته المفوضية الأوروبية منحة ERC (المجلس الأوروبي للبحوث) في الشبكات المعقدة العشوائية ومنحة ERC POC (إثبات المفهوم) في التخزين المؤقت اللاسلكي.
في عام 2014، انضم إلى شركة هواوي فرنسا نائب رئيس البحث والتطوير وكان المدير المؤسس لمختبر هواوي للعلوم الرياضية والخوارزمية في بولون-بيلانكور، مع التركيز بشكل خاص على العلوم الرياضية المطبقة على الذكاء الاصطناعي والأنظمة اللاسلكية والبصرية والشبكات. في نهاية عام 2018، أصبح المختبر يضم أكثر من 200 باحث. كان التركيز الأولي للمختبر على الجيل الخامس والرموز القطبية بمثابة فوز كبير للشركة، التي بنت مكانة مهمة في مجال براءات الاختراع في هذا المجال وقد اعتمدتها 3GPP، مجموعة المعايير التي تشرف على تكنولوجيا الهاتف الخلوي. ساهم في أكثر من 40 براءة اختراع في هذا المجال.
في عام 2018، دعا إلى ضرورة الاستثمار بشكل كبير في رياضيات الحوسبة، وأنشأ بعد عام مركز لاغرانج لأبحاث الرياضيات والحوسبة في باريس بصفته مديرًا مؤسسًا. ركز مركز أبحاث لاغرانج على تعزيز البحث الأساسي حول أسس رياضيات الحوسبة وعلوم البيانات، فضلاً عن توسيع آفاق المجال من خلال استكشاف التخصصات العلمية الأخرى من خلال عدسة حسابية ورياضية. بُني المركز، الذي استضاف العديد من حقول الميداليات،
وفي عام 2021، انضم إلى معهد الابتكار التكنولوجي الجديد في أبو ظبي بصفته باحثًا رئيسًا. بحلول عام 2023، نما المركز إلى أكثر من 80 شخصًا وكان رائدًا في تطوير نماذج اللغة الكبيرة مع تطوير نور (NOOR)  الذي أُصدر في عام 2022 وفالكون (Falcon LLM)  الذي أُصدر في عام 2023. أُنشئت مؤسسة فالكون، برأس مال أولي قدره 300 مليون دولار، منظمةً غير ربحية لدعم مشاريع أبحاث الذكاء الاصطناعي مفتوحة المصدر بالتعاون مع الأوساط الأكاديمية وقادة الصناعة.
في عام 2023، عُين أستاذاً في جامعة خليفة في أبو ظبي وأنشأ مركز أبحاث جامعة خليفة للجيل السادس مديراً مؤسساً له. كان يدافع عن رؤية لعالم من الذكاء الاصطناعي الجماعي الضخم، وركز عمله على تطوير البنية التحتية والبروتوكولات والمنصات التي تربط وتؤسس الذكاء. وبالتعاون مع هيئة تنظيم الاتصالات والحكومة الرقمية، أطلقت مجموعته في نفس العام الرؤية الاستراتيجية لدولة الإمارات العربية المتحدة فيما يتعلق بتقنية الجيل السادس .
في عام 2024، تولى منصب رئيس مبادرة التكنولوجيا الناشئة لنماذج الذكاء الاصطناعي التوليدية الكبيرة في مجال الاتصالات (GenAINet) التابعة لمعهد مهندسي الكهرباء والإلكترونيات. بالتعاون مع مجموعته، كان رائدًا في مفهوم TelecomGPT، وهو أول نموذج لغوي شامل كبير (LLM) مصمم خصيصًا لمجال الاتصالات. سرعان ما أصبح TelecomGPT مرجعًا في هذا المجال ويوفر معايير تقييم LLM الرئيسة في مجال الاتصالات.

## الاعتراف المهني
- ميدالية SEE Blondel (2020)، جائزة IEEE /SEE Glavieux (2011) [31]
- جائزة الابتكار الصناعي لمنطقة أوروبا والشرق الأوسط وأفريقيا من جمعية الاتصالات التابعة لمعهد مهندسي الكهرباء والإلكترونيات (2024)، وجائزة التقدير الفني من لجنة الاتصالات الراديوية التابعة لمعهد مهندسي الكهرباء والإلكترونيات (2019) [32]

## الروابط الخارجية
- نبذة عن مروان دباح في جامعة باريس ساكلاي
- هواوي تفتتح مركز أبحاث الرياضيات لتعزيز الابتكار في مجال تكنولوجيا المعلومات والاتصالات
- السيرة الذاتية على من هو من